# Francisco Portillo (labdarúgó, 1990)
Francisco Portillo (Málaga, 1990. június 13. –) spanyol labdarúgó, a Real Oviedo csatárja.

## Pályafutása
Portillo a spanyolországi Málaga városában született. Az ifjúsági pályafutását a helyi Málaga akadémiájánál kezdte. 
2008-ban mutatkozott be a Málaga tartalék, majd 2010-ben az első osztályban szereplő felnőtt keretében. 2015-ben a Real Betisnél szerepelt kölcsönben. 2015 nyarán a Real Betis szerződtette. A 2016–17-es szezonban a Getafe csapatát erősítette kölcsönben. A lehetőséggel élve, 2017-ben a Getaféhez igazolt. 2021. július 22-én kétéves szerződést kötött az Almería együttesével. Először a 2021. augusztus 16-ai, Cartagena ellen 3–1-re megnyert mérkőzés 81. percében, José Carlos Lazo cseréjeként lépett pályára. Első gólját 2021. október 9-én, a Las Palmas ellen hazai pályán 1–1-es döntetlennel zárult találkozón szerezte meg.
2023. szeptember 20-án egyéves szerződést kötött a Leganés csapatával. 2024. november 12-én ingyen szerződtette a Real Oviedo a szezon végéig.

## Statisztikák
2023. március 12. szerint
| Klub       | Szezon   | Osztály          | Bajnokság | Bajnokság | Kupa és Ligakupa | Kupa és Ligakupa | Nemzetközi | Nemzetközi | Összesen | Összesen |
| Klub       | Szezon   | Osztály          | Meccs     | Gól       | Meccs            | Gól              | Meccs      | Gól        | Meccs    | Gól      |
| ---------- | -------- | ---------------- | --------- | --------- | ---------------- | ---------------- | ---------- | ---------- | -------- | -------- |
| Málaga     | 2009–10  | La Liga          | 1         | 0         | 0                | 0                | —          | —          | 1        | 0        |
| Málaga     | 2010–11  | La Liga          | 17        | 0         | 0                | 0                | —          | —          | 17       | 0        |
| Málaga     | 2011–12  | La Liga          | 2         | 0         | 1                | 0                | —          | —          | 3        | 0        |
| Málaga     | 2012–13  | La Liga          | 27        | 2         | 3                | 1                | 8          | 0          | 38       | 3        |
| Málaga     | 2013–14  | La Liga          | 25        | 3         | 2                | 0                | —          | —          | 27       | 3        |
| Málaga     | 2014–15  | La Liga          | 0         | 0         | 2                | 0                | —          | —          | 2        | 0        |
| Málaga     | Összesen | Összesen         | 72        | 5         | 8                | 1                | 8          | 0          | 88       | 6        |
| Real Betis | 2014–15  | Segunda División | 21        | 0         | 0                | 0                | —          | —          | 21       | 0        |
| Real Betis | 2015–16  | La Liga          | 19        | 0         | 4                | 0                | —          | —          | 23       | 0        |
| Real Betis | Összesen | Összesen         | 40        | 0         | 4                | 0                | 0          | 0          | 44       | 0        |
| Getafe     | 2016–17  | Segunda División | 37        | 4         | 1                | 0                | —          | —          | 38       | 4        |
| Getafe     | 2017–18  | La Liga          | 33        | 2         | 2                | 0                | —          | —          | 35       | 2        |
| Getafe     | 2018–19  | La Liga          | 32        | 1         | 5                | 1                | —          | —          | 37       | 2        |
| Getafe     | 2019–20  | La Liga          | 16        | 0         | 1                | 0                | 6          | 0          | 23       | 0        |
| Getafe     | 2020–21  | La Liga          | 16        | 0         | 2                | 0                | —          | —          | 18       | 0        |
| Getafe     | Összesen | Összesen         | 134       | 7         | 11               | 1                | 6          | 0          | 151      | 8        |
| Almería    | 2021–22  | Segunda División | 39        | 3         | 1                | 0                | —          | —          | 40       | 3        |
| Almería    | 2022–23  | La Liga          | 16        | 2         | 1                | 0                | —          | —          | 17       | 2        |
| Almería    | Összesen | Összesen         | 55        | 5         | 2                | 0                | 0          | 0          | 57       | 5        |
| Összesen   | Összesen | Összesen         | 301       | 17        | 25               | 2                | 14         | 0          | 340      | 19       |

## Sikerei, díjai
Real Betis
- Segunda División
  - Feljutó (1): 2014–15

Getafe
- Segunda División
  - Feljutó (1): 2016–17

Almería
- Segunda División
  - Feljutó (1): 2021–22

Leganés
- Segunda División
  - Feljutó (1): 2023–24